# Cercotrichas podobe
Rouxinol-preto ou rouxinol-do-mato-preto (Cercotrichas podobe) é uma espécie de ave da família Muscicapidae.
Pode ser encontrada nos seguintes países: Barém, Burquina Fasso, Camarões, Chade, Djibuti, Egito, Eritrea, Etiópia, Guiné-Bissau, Israel, Jordânia, Mali, Mauritânia, Níger, Nigéria, Omã, Arábia Saudita, Senegal, Somália, Sudão, Emirados Árabes Unidos e Iémen.
Os seus habitats naturais são: savanas áridas.